# Bang Phae (huyện)
Bang Phae (tiếng Thái: บางแพ) là một huyện (amphoe) ở phía đông của tỉnh Ratchaburi, miền trung Thái Lan.

## Lịch sử
Tiểu huyện được lập năm 1914 từ 17 tambon của các huyện Ban Pong, Photharam và Damnoen Saduak. Năm 1917, đơn vị này được nâng cấp thành huyện. Ban đầu, trụ sở tạm của huyện nằm ở tòa nhà của Wat Hua Pho ở tambon Hua Pho. Do đó đầu tiên huyện được đặt tên là Hua Pho, nhưng đã được đổi tên thành Bang Phae năm 1939, khi trụ sở huyện năm ở tambon Bang Phae từ năm 1918 tại bờ đông của kênh Bang Phae.

## Địa lý
Các huyện giáp ranh (từ phía nam theo chiều kim đồng hồ) là: Damnoen Saduak, Photharam của tỉnh Ratchaburi, Mueang Nakhon Pathom, Sam Phran của tỉnh Nakhon Pathom và Ban Phaeo của Tỉnh Samut Sakhon.

## Hành chính
Huyện này được chia thành 7 phó huyện (tambon), các đơn vị này lại được chia ra thành 65 làng (muban). Có hai thị trấn (thesaban tambon) - Bang Phae nằm trên toàn bộ tambon Bang Phae và Wang Yen, còn Pho Hak nằm trên toàn bộ tambon Pho Hak. Có 4 Tổ chức hành chính tambon.
| 1. | Bang Phae | บางแพ  |  |
| 2. | Wang Yen  | วังเย็น  |  |
| 3. | Hua Pho   | หัวโพ   |  |
| 4. | Wat Kaeo  | วัดแก้ว  |  |
| 5. | Don Yai   | ดอนใหญ่ |  |
| 6. | Don Kha   | ดอนคา  |  |
| 7. | Pho Hak   | โพหัก   |  |